# Pondok Tengah (V Koto)
Pondok Tengah is een bestuurslaag in het regentschap Muko-Muko van de provincie Bengkulu, Indonesië. Pondok Tengah telt 698 inwoners (volkstelling 2010).